# Evangelický kostel (Velká Lhota)
Dřevěný kostel ve Velké Lhotě je kostelem sboru Českobratrské církve evangelické a je unikátní kulturní památkou v obci Velká Lhota v okrese Vsetín Zlínského kraje.
Byl postaven v roce 1783 krátce po vydání tolerančního patentu císaře Josefa II. Nebyl nikdy přestavěn, mimo jiné kvůli chudobě farníků, a zůstal tak zachován jako jediný dřevěný kostel s původními rysy tolerančních kostelů v Česku.
V závěru 19. století zde po dvacet let jako farář působil spisovatel Jan Karafiát. V roce 1964 byl kostel prohlášen za nemovitou kulturní památku České republiky a v roce 2008 byl zařazen mezi národní kulturní památky.

## Historie vzniku
Evangelický sbor se na tehdejší Hrubé Lhotě ustavil rok po zveřejnění tolerančního patentu, který ukončil dlouholeté pronásledování protestantů. Bohoslužby se nejprve konaly ve stodole Jiřího Fabiána. Místo bylo zvoleno proto, neboť katolická vrchnost v žádné ze sousedních obcí nechtěla poskytnout pozemky přímo na území obce (Malé Bystřice ani Stříteže nad Bečvou).

Později se začal ze silných smrkových klád stavět roubený kostel krytý šindelem. Než se v něm však v roce 1783 mohly konat první bohoslužby, bylo při stavbě potřeba dodržet přísná pravidla.
Toleranční kostel nemohl mít věž ani zvony a dokonce ani vstup do něj nemohl být obrácen k hlavní přístupové cestě. Okna musela být malá. Kostel, který je ze dvou stran obehnán podsíní, je nevytápěný, bez umělého osvětlení, interiér je bez soch a obrazů. Jediným výraznějším zdobením jsou švabachem psané citáty z Bible na černých tabulích a citát z Matoušova evangelia na stropě kostela.

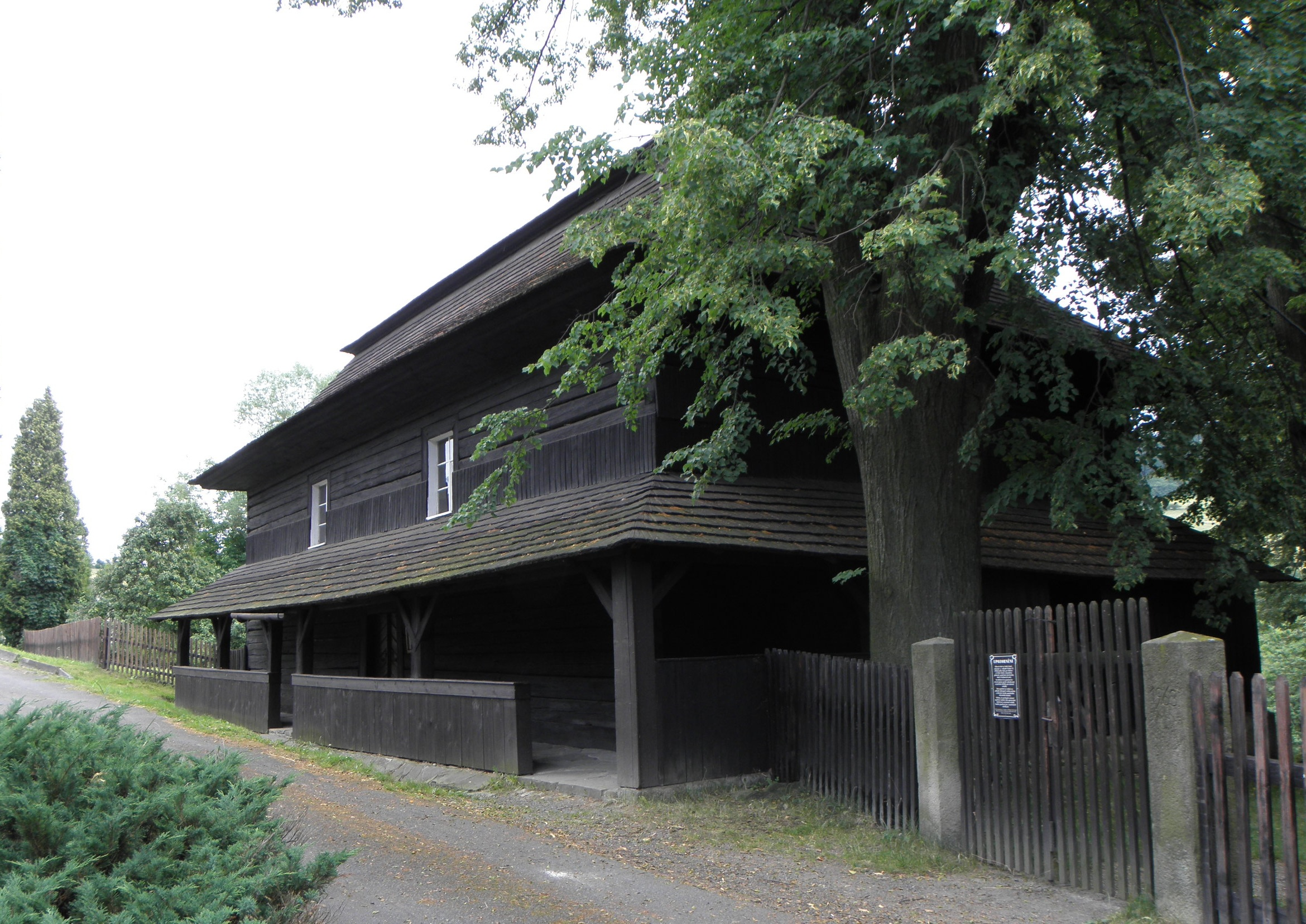

Po vydání tolerančního patentu šlo po dlouhou dobu o jediný kostel protestantského vyznání na území Žerotínského panství. Až v roce 1866 byl postaven další evangelický kostel v nedaleké Stříteži.
Roku 1938 bylo do kostela pořízeno harmonium, varhany byly realizovány až roku 1996.
Kostel je doposud v provozu a konají se v něm nedělní bohoslužby a další obřady – nepřetržitě od založení kostela.

## Jan Karafiát
V letech 1875–1895 zde jako farář působil autor knihy Broučci Jan Karafiát. Pobyt tohoto kazatele připomíná pamětní deska na budově fary i naučná stezka.